# Cotton Bowl Classic 2017 (décembre)
Match précédent Match suivant
Le Cotton Bowl Classic 2017 (décembre) est un match de football américain de niveau universitaire joué après la saison régulière de 2017, le 29 décembre 2017 au AT&T Stadium de Arlington dans l'état du Texas aux États-Unis.
Il s'agit de la 82e édition du Cotton Bowl Classic.
Le match met en présence les équipes des Trojans d'USC issus de la Pacific-12 Conference et des Buckeyes d'Ohio State issus de la Big Ten Conference.
Il débute à 19 h 30 locales et est retransmis sur ESPN, ESPN Deportes, ESPN Radio and XM Satellite Radio.
Sponsorisé par la société Goodyear Tire and Rubber Company, le match est officiellement dénommé le Goodyear Cotton Bowl Classic 2017.
Buckeyes d'Ohio State gagne le match sur le score de 24 à 7.

## Présentation du match
| Équipes                                                                                           | Conférences | Entraîneurs      | Stats. saison rég. | Classements avant le bowl CFP-AP-Coaches |
| ------------------------------------------------------------------------------------------------- | ----------- | ---------------- | ------------------ | ---------------------------------------- |
| Trojans d'USC                                                                                     | Pac-12      | Clay Helton (en) | 11 - 3             | #8 - #8 - #7                             |
| Buckeyes d'Ohio State                                                                             | Big Ten     | Urban Meyer      | 12 - 2             | #5 - #5 - #5                             |
| Arbitre : David Smith (SEC) Équipe donnée favorite par les bookmakers : Ohio State par 10 points. |             |                  |                    |                                          |

Il s'agit de la 24e rencontre entre ces deux équipes, les Trojans ayant obtenu 13 victoires, les Buckeyes 9 pour 1 nul. Le dernier match les ayant opposé a eu lieu le 12 septembre 2009 (victoire des Trojans 18 à 15).
C'est la 8e fois qu'elles se rencontreront lors d'un bowl, les 7 premières fois lors du Rose Bowl, le dernier ayant eu lieu en 1985 (victoire des Trojans 20 à 17).

### Trojans d'USC
Avec un bilan global en saison régulière de 11 victoires et 3 défaites, USC est éligible et accepte l'invitation pour participer au Cotton Bowl Classic de décembre 2017.
Ils terminent 1er de la South Division de la Pacific-12 Conference avec un bilan en maychs de conférence de 8 victoires et 1 défaite.
À l'issue de la saison 2017 (bowl non compris), ils seront classés # 8 aux classements CFP et AP et # 7 au classement Coaches.
À l'issue de la saison 2017 (bowl compris), ils seront classés # 12 au classement AP et # 10 au classement Coaches, le classement CFP n'étant pas republié après les bowls.
Il s'agit de leur 2e participation au Cotton Bowl Classic après celle du 2 janvier 1995 (saison 1994) et leur victoire 55 à 14 contre les Red Raiders de Texas Tech.

### Buckeyes d'Ohio State
Avec un bilan global en saison régulière de 12 victoires et 2 défaites, Ohio Srare est éligible et accepte l'invitation pour participer au Cotton Bowl Classic de décembre 2017.
Ils terminent 1er de la East Division de la Big Ten Conference avec un bilan en matchs de conférence de 8 victoires et 1 défaite.
À l'issue de la saison 2017 (bowl non compris), ils seront classés # 5 aux classements CFP, AP et Coaches.
À l'issue de la saison 2017 (bowl compris), ils restent classés #5 aux classements AP et Coaches, le classement CFP n'étant pas republié après les bowls.
Il s'agit de leur 2e participation au Cotton Bowl Classic après celle du 1er janvier 1987 (victoire 28 à 12 contre les Aggies du Texas A&M).

## Résumé du match
Début du match à 19 h 40, fin à 23 h 16 pour une durée totale de jeu de 3 h 26 min .
Températures de 22 °C, dans un stade fermé.
| QT          | Temps       | Drive       | Drive       | Drive       | Équipe      | Description de l'action                                                                                           | Score | Score |
| QT          | Temps       | Jeux        | Yards       | TDP         | Équipe      | Description de l'action                                                                                           | USC   | OSU   |
| ----------- | ----------- | ----------- | ----------- | ----------- | ----------- | --- | ----- | ----- |
| 1           | 12:25       | 5           | 19          | 01:12       | OSU         | TD à la suite d'une course de 1 yard par QB Barrett, J.T. + 1 extra-point par K Nuernberger, Sean                 | 0     | 7     |
| 2           | 14:55       | 13          | 83          | 05:06       | OSU         | FG de 26 yards par K Nuernberger, Sean                                                                            | 0     | 10    |
| 2           | 14:42       | -           | -           | -           | OSU         | TD à la suite d'une interception retournée sur 23 yards par S Webb, Damon + 1 extra-point par K Nuernberger, Sean | 0     | 17    |
| 2           | 05:27       | 2           | 59          | 00:45       | OSU         | TD à la suite d'une course de 28 yards par QB Barrett, J.T. + 1 extra-point par K Nuernberger, Sean               | 0     | 24    |
| 2           | 01:59       | 3           | 15          | 00:56       | USC         | TD à la suite d'une course de 1 yard par TB Jones, Ronald + 1 extra-point par K McGrath, Chase                    | 7     | 24    |
| Score final | Score final | Score final | Score final | Score final | Score final | Score final | 7     | 24    |

## Statistiques
| Meilleur joueur (MVP) |               |            |       |
| Système               | Nom           | Équipe     | Poste |
| Attaque               | J. T. Barrett | Ohio State | QB    |
| Défense               | Damon Webb    | Ohio State | S     |

| Statistiques par équipe                |                                                      |                                                       |
| Statistiques                           | USC                                                  | OSU                                                   |
| 1er down                               | 23                                                   | 13                                                    |
| 1er down à la course                   | 5                                                    | 6                                                     |
| 1er down à la passe                    | 16                                                   | 5                                                     |
| 1er down suite pénalité                | 2                                                    | 2                                                     |
| Conversion de 3e down                  | 6/19                                                 | 2/12                                                  |
| Conversion de 4e down                  | 2/3                                                  | 1/2                                                   |
| Jeux–yards                             | 81 jeux pour 413 yards                               | 55 jeux pour 277x yards                               |
| Yards à la course                      | 36 courses pour 57 yards moyenne de 1,6 yards/course | 38 courses pour 163 yards moyenne de 4,3 yards/course |
| Yards à la passe                       | 356                                                  | 114                                                   |
| Passes : Réussies-Tentées-Interceptées | 26/45 passes complétées, 1 interception              | 11/17 passes complétées, 0 interception               |
| Réussite en zone rouge/chances         | 1/4                                                  | 2/2                                                   |
| TD                                     | 1                                                    | 3                                                     |
| Field Goals                            | 0/1                                                  | 1/1                                                   |
| Sacks (Nombre-Yards)                   | 3 pour 22 yards adverses perdus                      | 8 pour 47 yards adverses perdus                       |
| Fumbles (Nombre/Perdus)                | 3/3                                                  | 1/1                                                   |
| Pénalités (Nombre/Yards perdus)        | 3 pour 35 yards perdus                               | 3 pour 30 yards perdus                                |
| Temps de possession                    | 34:56                                                | 25:04                                                 |

| Statistiques individuelles |                 |                                                                          |
| Quaterbacks                |                 |                                                                          |
| USC                        | Darnold, Sam    | 26/45 passes complétées, 356 yards, 1 interception, 0 TD, 8 sacks subis  |
| OSU                        | Barrett, J.T.   | 11/17 passes complétées, 114 yards, 0 interception, 0 TD, 3 sacks subis  |
| Meilleurs coureurs         |                 |                                                                          |
| USC                        | Jones, Ronald   | 19 courses pour 64 yards nets gagnés, 1 TD, moyenne de 3,4 yards/course  |
| OSU                        | Barrett, J.T.   | 16 courses pour 66 yards nets gagnés, 2 TDs, moyenne de 4,1 yards/course |
| Meilleurs receveurs        |                 |                                                                          |
| USC                        | Burnett, Deonta | 12 réceptions pour 139 yards gagnés, 0 TD                                |
| OSU                        | Baugh, Marcus   | 4 réceptions pour 40 yards gagnés, 0 TD                                  |
| Meilleurs tacleurs         |                 |                                                                          |
| USC                        | Smith, Cameron  | 10 tacles dont 6 en solo, 1 TFL pour 3 yards                             |
| OSU                        | Fuller, Jordan  | 10 tacles dont 8 en solo,                                                |